# Crackstreet Boys 3
Crackstreet Boys 3 (Eigenschreibweise: Crack$treet Boys 3, Abkürzung: CSB3) ist das dritte Musikalbum von Trailerpark und das zweite in der Besetzung mit Basti, Timi Hendrix, Alligatoah und Sudden. Es ist der dritte und letzte Teil der Trilogie Crackstreet Boys, von der der erste Teil noch ohne Alligatoah veröffentlicht wurde.

## Cover
Auf dem normalen Cover des Albums sind Basti, Alligatoah, Sudden und Timi Hendrix zu sehen, wie sie vor einem geöffneten Tresor voller Geld auf einer Couch sitzen. Das Cover der Limitierten Fan Box zeigt die vier Bandmitglieder als Comic, während sie in Anlehnung an das Cover von Abbey Road von den Beatles über einen Zebrastreifen laufen. Bei beiden Covers wird im Schriftzug Crackstreet Boys 3 das „s“ als Dollarzeichen dargestellt.

## Titelliste
Neben der Standardversion erschien eine Limited Fan Box, die das Album, ein Poster, eine CD mit der Piano-Edition des Albums, ein Longpaper, ein T-Shirt und die dreistündige DVD Trailerpark Intim Vol.1 enthält. Außerdem erschien auf iTunes eine ausschließlich downloadbare Bonus Tracks Version, auf der zusätzlich auch die vier nicht indizierten Tracks von Crack Street Boys 2 sind. Die Piano Edition wird von Timi Hendrix’ Bruder, Hardy Haufe, gespielt.
| Standard Edition 1. Sexualethisch Desorientiert – 3:08 2. Bleib in der Schule – 4:25 3. Falsche Band – 3:33 4. Koks auf Hawaii – 3:53 5. Russisch Tourette – 4:20 6. Poo-Tang Clan – 3:32 7. Dicks Sucken – 3:41 8. Damals in der Schule – 3:08 9. Neongrüner Auswurf – 3:26 10. Die Traubenstampferin – 3:31 11. Raus aus meiner Kneipe – 4:12 12. Forgot About Tai – 4:21 13. Mensch ohne Grund (Vortex Solo) – 3:12 | Piano Edition 1. Sexualethisch Desorientiert (Piano Edition) – 3:52 2. Bleib in der Schule (Piano Edition) – 4:53 3. Falsche Band (Piano Edition) – 3:37 4. Koks auf Hawaii (Piano Edition) – 3:54 5. Russisch Tourette (Piano Edition) – 4:23 6. Poo-Tang Clan (Piano Edition) – 3:25 7. Dicks Sucken (Piano Edition) – 3:58 8. Damals in der Schule (Piano Edition) – 3:27 9. Neongrüner Auswurf (Piano Edition) – 3:44 10. Die Traubenstampferin (Piano Edition) – 3:34 11. Raus aus meiner Kneipe (Piano Edition) – 4:11 12. Forgot About Tai (Piano Edition) – 4:52 13. Mensch ohne Grund (Piano Edition) – 3:18 | Bonus Tracks Version 1. Sexualethisch Desorientiert – 3:08 2. Bleib in der Schule – 4:25 3. Falsche Band – 3:33 4. Koks auf Hawaii – 3:53 5. Russisch Tourette – 4:20 6. Poo-Tang Clan – 3:32 7. Dicks Sucken – 3:41 8. Damals in der Schule – 3:08 9. Neongrüner Auswurf – 3:26 10. Die Traubenstampferin – 3:31 11. Raus aus meiner Kneipe – 4:12 12. Forget About Tai – 4:21 13. Mensch ohne Grund (Vortex Solo) – 3:12 14. Fledermausland (Bonus-Track) – 4:19 15. New Kids on the Blech (Bonus-Track) – 3:25 16. Selbstbefriedigung (Bonus-Track) – 3:26 17. Rolf (Bonus-Track) – 3:25 |

## Chartplatzierungen
| ChartsChartplatzierungen | Höchstplatzierung | Wochen |
| ------------------------ | ----------------- | ------ |
| Deutschland (GfK)        | 4 (6 Wo.)         | 6      |
| Österreich (Ö3)          | 13 (1 Wo.)        | 1      |
| Schweiz (IFPI)           | 57 (1 Wo.)        | 1      |

## Videos
Das Video zur Singleauskopplung Bleib in der Schule erschien am 27. August 2014 auf dem YouTube-Kanal von Alligatoah. Am 10. Oktober desselben Jahres erschien auf dem Kanal von Trailerpark das Video zur zweiten Singleauskopplung Dicks Sucken. Auf AggroTV erschienen zwei weitere Videos zu den Liedern Poo-Tang Clan und Sexualethisch Desorientiert. Außerdem wurde zu der Piano-Version von Bleib in der Schule ein Video vom Live-Auftritt auf der Releaseparty von Crackstreet Boys 3 am 6. Dezember 2014 in Berlin und ein normales Video veröffentlicht. Am 16. Dezember 2014 wurde zu dem Track „Falsche Band“ ein Musikvideo veröffentlicht. Am 17. März 2015 folgte ein Video zu „Neongrüner Auswurf“.